# Tino Iannuzzi
Barbato Iannuzzi detto Tino (Salerno, 17 dicembre 1960) è un politico italiano.

## Biografia
Laureato in giurisprudenza è avvocato cassazionista ed esercita l'attività forense nel settore amministrativo .

## Attività politica
Consigliere comunale a Salerno dal 1990 al 2001, nel 1993 è stato consigliere anziano, in qualità di consigliere più votato. Dal 1994 al 1996 è stato il primo segretario provinciale del Partito Popolare Italiano.
È fondatore e presidente dell'associazione culturale "L'Accento", attiva a Salerno.
È eletto alla Camera dei deputati alle elezioni politiche del 2001 nella Circoscrizione XX (Campania 2), aderendo al gruppo parlamentare Margherita, DL - L'Ulivo. Dal 2007 al 2008 è stato primo segretario regionale del Partito Democratico per la Regione Campania.
Risulta nuovamente deputato nelle file del Partito Democratico nella XVI Legislatura, durante la quale è componente della commissione "Ambiente-Territorio-Lavori Pubblici" e, dal 2012, della commissione bicamerale per l'Attuazione del Federalismo Fiscale.
Alle elezioni politiche del 2013 viene eletto deputato della XVII legislatura della Repubblica Italiana nella circoscrizione XX Campania 2 per il Partito Democratico. Il 7 maggio 2013 è eletto vice presidente della commissione "Ambiente-Territorio-Lavori Pubblici".
Alle elezioni politiche del 2018 è candidato al Senato della Repubblica nel collegio uninominale di Salerno, ma non viene eletto in quanto sconfitto dal candidato del Movimento 5 Stelle Andrea Cioffi. Attualmente è Componente della Direzione Nazionale del Partito Democratico.